# بول دي سميث
كان بول دي سميث (7 نوفمبر 1859 - 10 ديسمبر 1940)، من هواة جمع الطوابع البلجيكيين الذي وقع على قائمة هواة جمع الطوابع المتميزين في عام 1926.